# Kościół św. Piotra i Pawła w Runowie
Kościół św. Piotra i Pawła w Runowie – nieistniejący protestancki kościół parafialny w Runowie w powiecie czarnkowsko-trzcianeckim w województwie wielkopolskim. 

## Historia i architektura
Pierwszym kościołem we wsi była świątynia katolicka zbudowana z fundacji Czarnkowskich (wzmianka z 1667). Zapis z 1738 informuje o przekazaniu obiektu protestantom. Nowy kościół powstał w 1780 lub wcześniej. Od 1824 był siedzibą parafii. Rozebrano go w 1990.
Świątynia była orientowana, salowa, poligonalnie zamknięta od wschodu, kryta dachem dwuspadowym. Od zachodu przylegała doń wieża z wejściem na planie kwadratu pokryta dachem hełmowym z latarnią (na jej szczycie znajdowała się chorągiewka z datą 1780). Ściany od wewnątrz były otynkowane, a wnętrze obiegały empory wsparte na profilowanych słupach. Obiekt miał zdwojoną konstrukcję ścian, zapewne wtórną.